# Ecstasy Project
Ecstasy Project – polski zespół jazzowy, założony w 1998 roku w Bydgoszczy.
Początki zespołu wiążą się z tamtejszym klubem „Mózg”. Założycielem i liderem zespołu jest perkusista Rafał Gorzycki. Debiutancki album zespołu ukazał się w 2000 roku. Kolejna płyta, zatytułowana Raelium (nagrana przez lidera z Tomaszem Pawlickim i Patrykiem Węcławkiem, sygnowana nazwą „Ecstasy Project Trio”) ukazała się w 2005 roku. Jeden z umieszczonych na niej utworów („Realium 5”) został wydany na prestiżowej składance The Best of Polish Jazz 2005.
Na kolejnych dwóch albumach Europae (2007) oraz Reminiscence Europae (2008) do Gorzyckiego dołączyli wibrafonista Paweł Nowicki (Kwartludium) oraz kontrabasista Paweł Urowski (Contemporary Noise Quintet).

## Dyskografia
- 2000: Ecstasy Project (Not Two Records)[6]
- 2005: Realium (Polish Jazz Network)[7]
- 2007: Europae (Monotype Records)[8]
- 2008: Reminiscence Europae (Fonografika)[5]
- 2011: They Were P (dystrybucja: Fonografika)[9]

## Skład
- Rafał Gorzycki – perkusja
- Paweł Nowicki – wibrafon
- Tomasz Pawlicki – flet
- Paweł Urowski – kontrabas
- Łukasz Górewicz – skrzypce

### Byli współpracownicy zespołu
- Patryk Węcławek – kontrabas, bas
- Tomasz Hesse – gitara
- Jarek Majewski – bas
- Władek Refling – bas
- Piotr Kaliski – głos

## Galeria

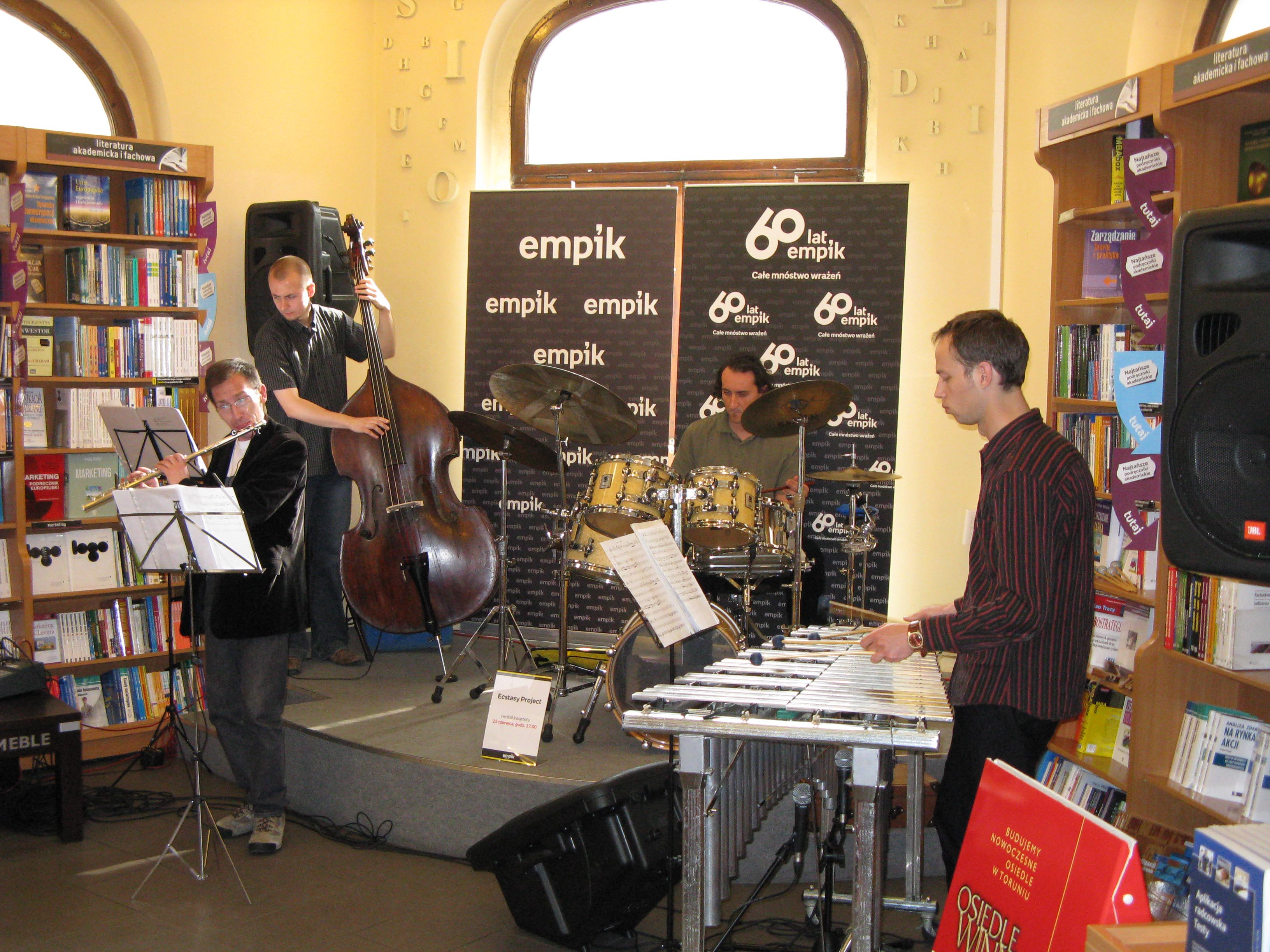
Toruń, czerwiec 2008 r.
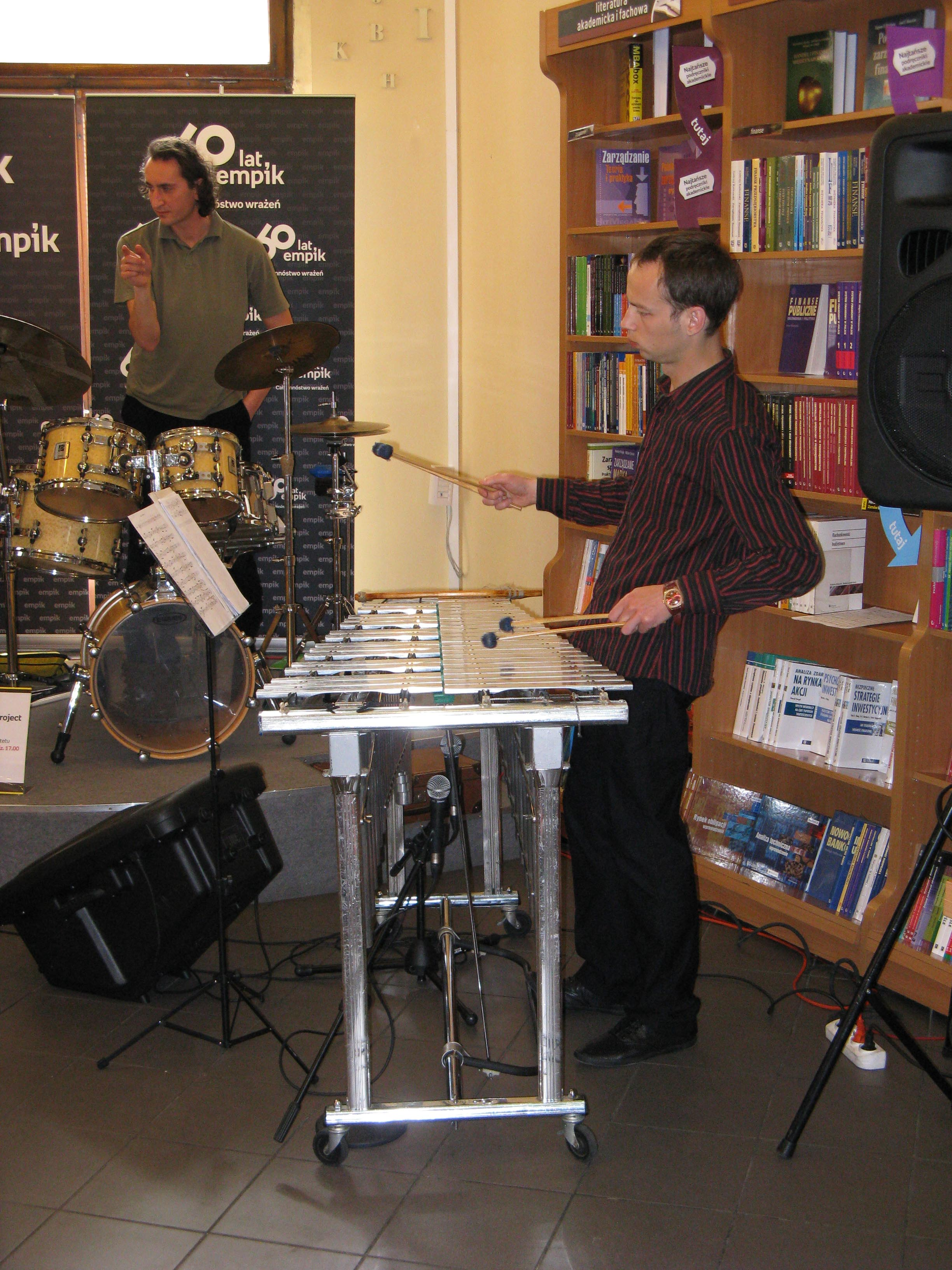
Rafał Gorzycki i Paweł Nowicki w Toruniu, czerwiec 2008 r.
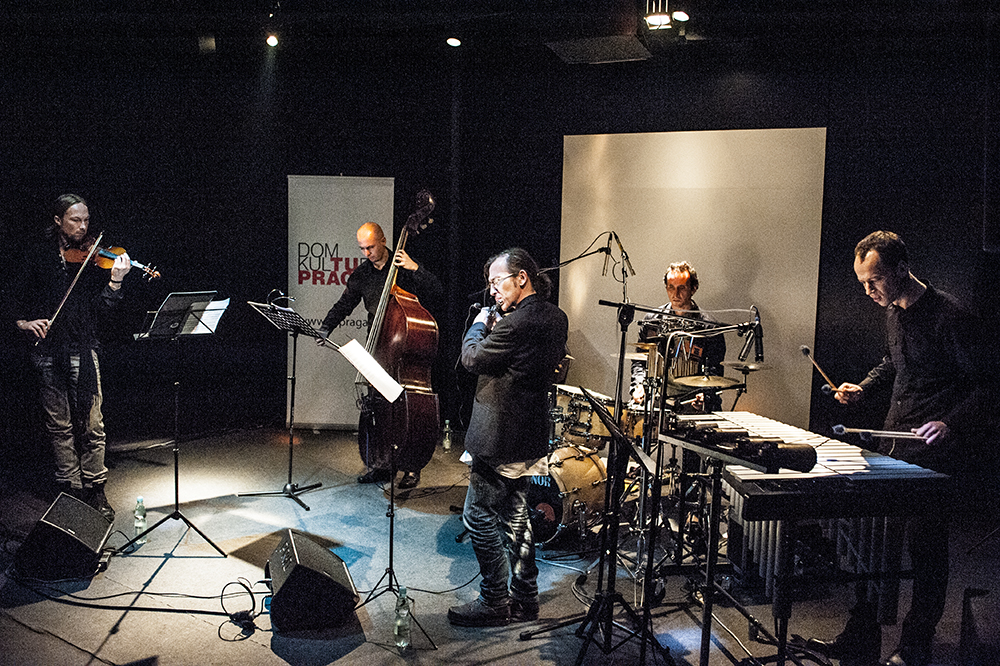
Teatr Academia, Warszawa, październik 2012 r.
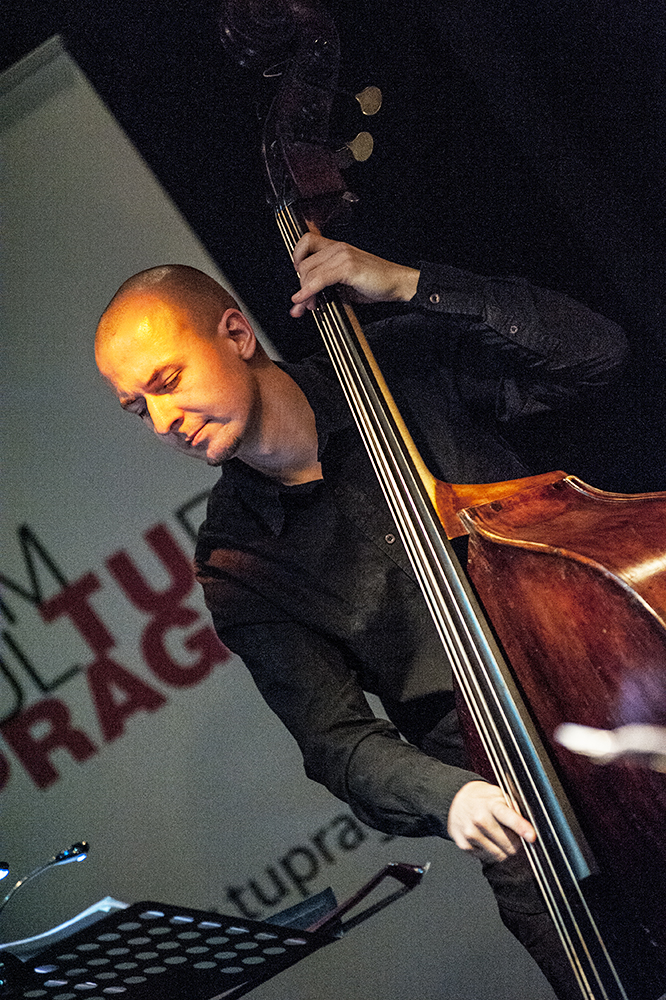
Paweł Urowski - kontrabas,
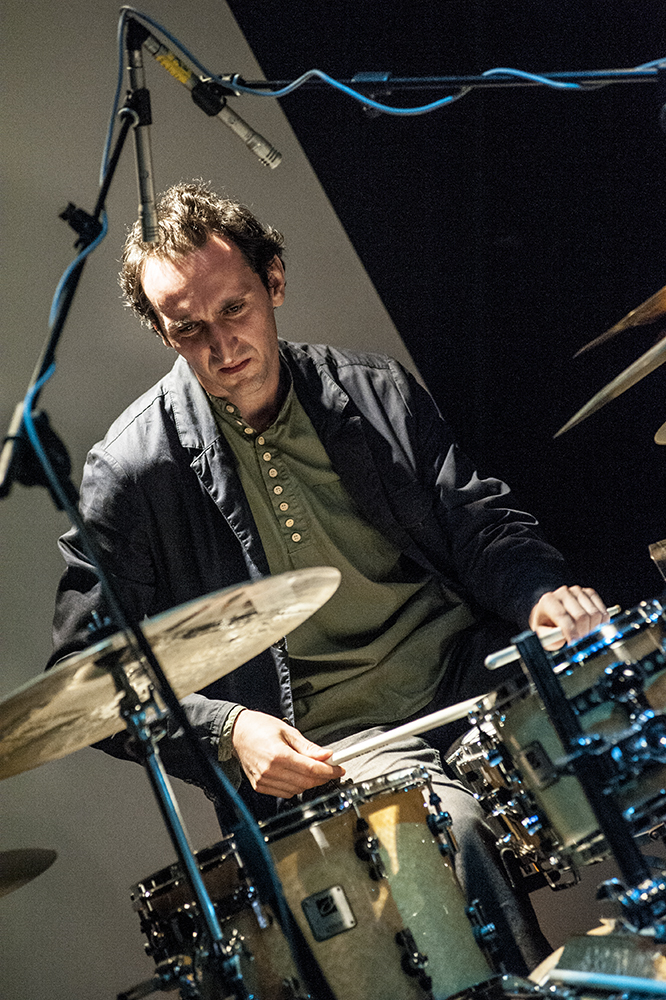
Rafał Gorzycki - perkusja,
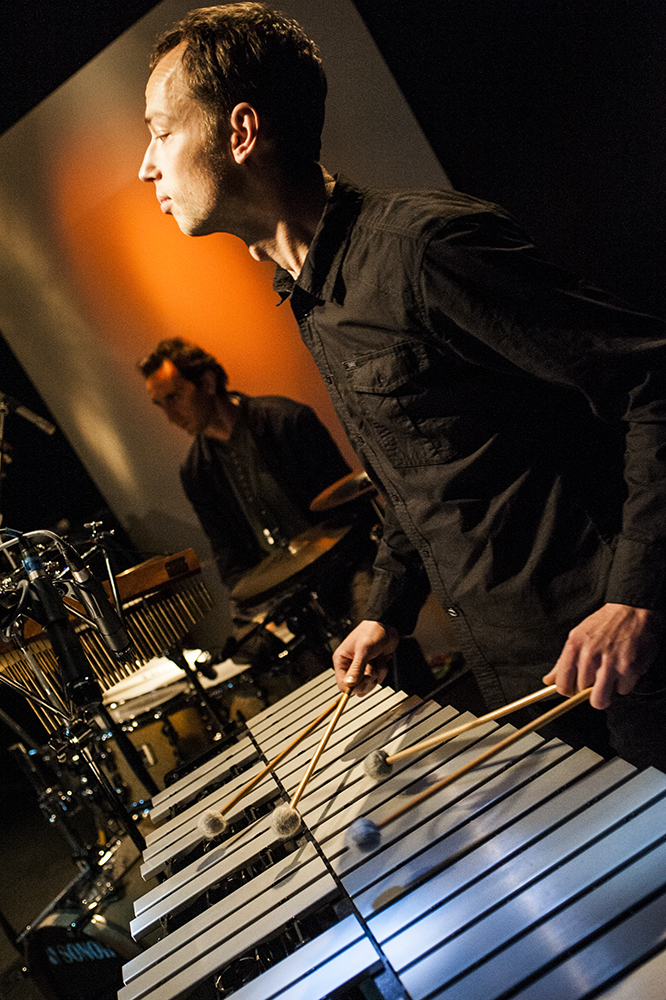
Paweł Nowicki - wibrafon,
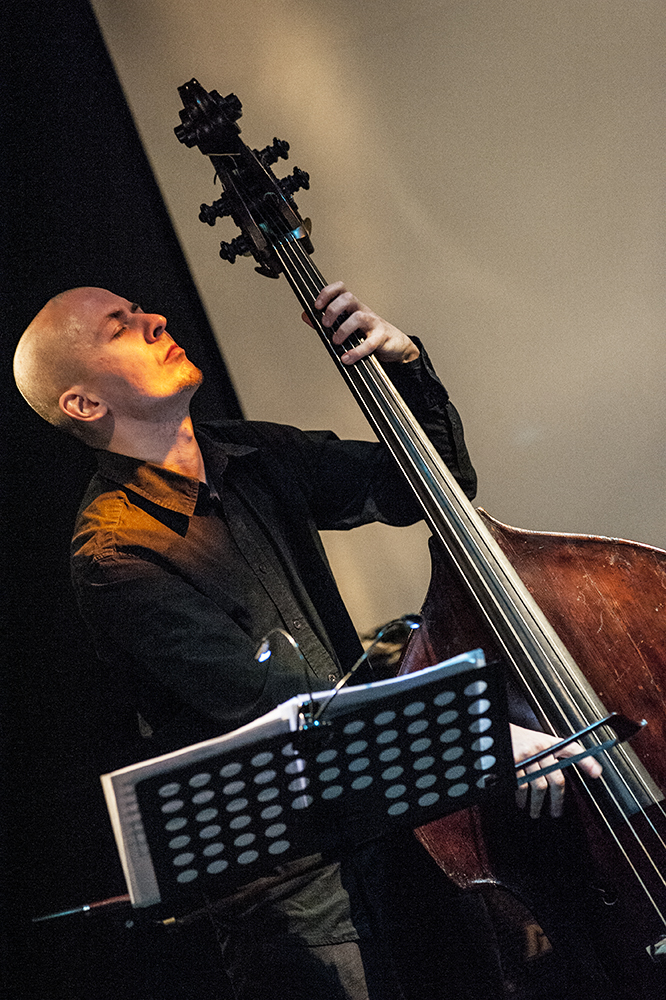
Paweł Urowski - kontrabas,
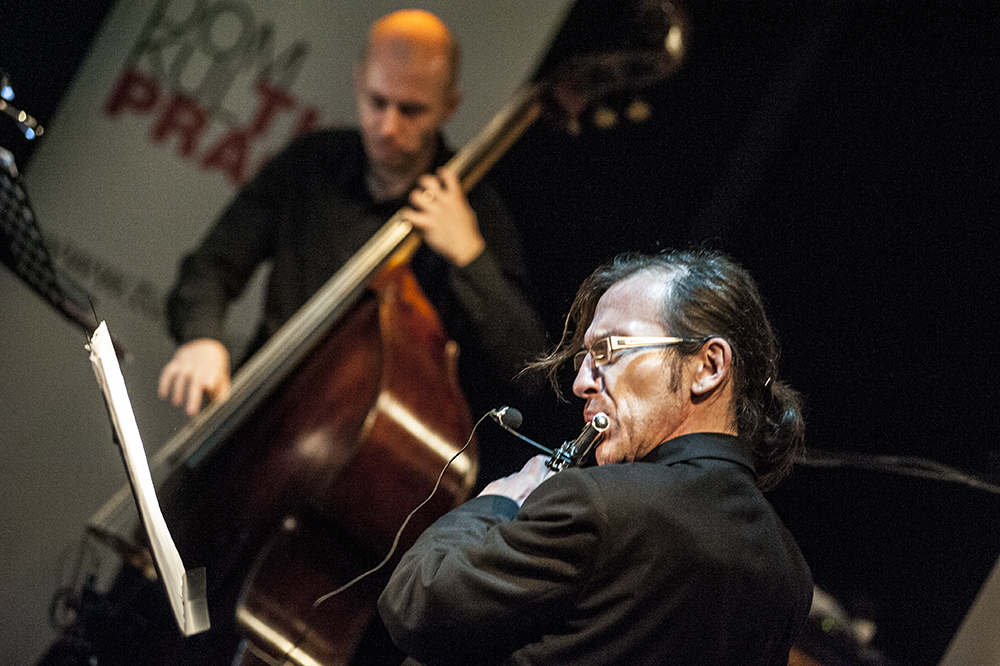
Tomasz Pawlicki - flet,
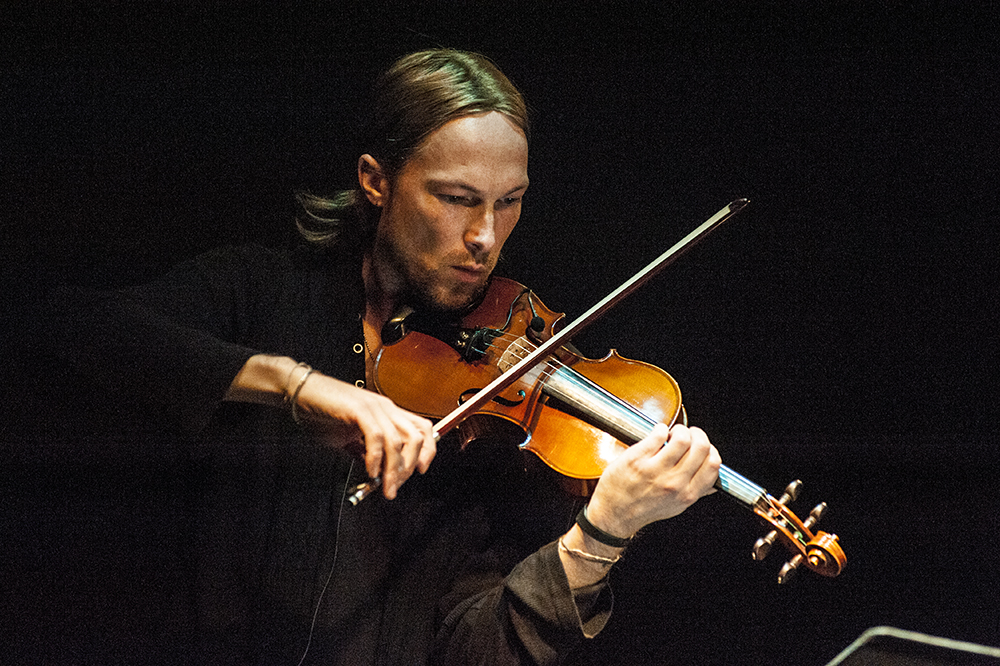
Łukasz Górewicz - skrzypce,
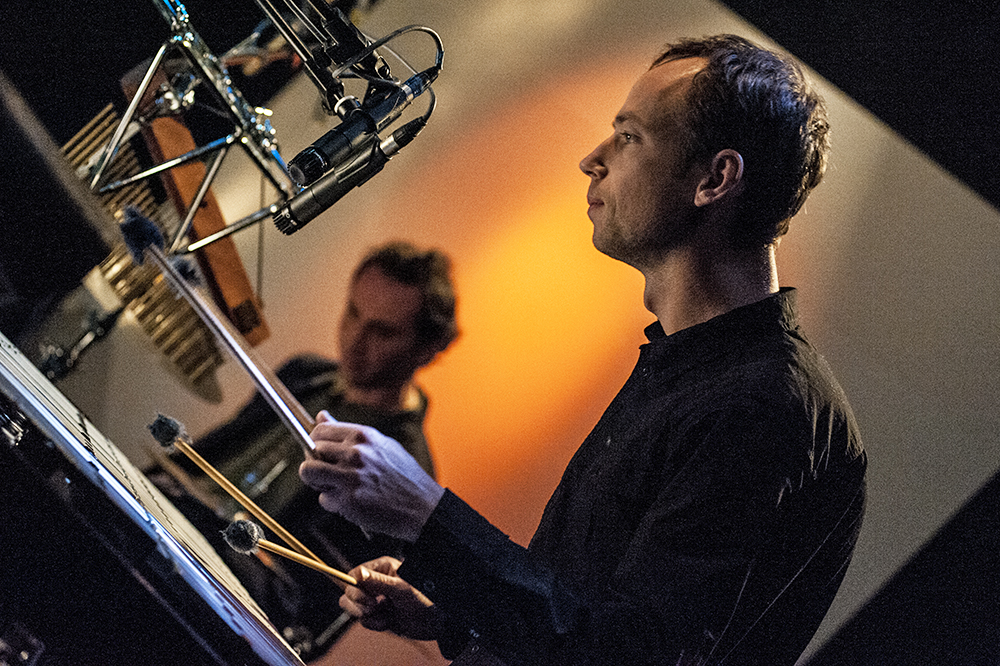
Paweł Nowicki - wibrafon,
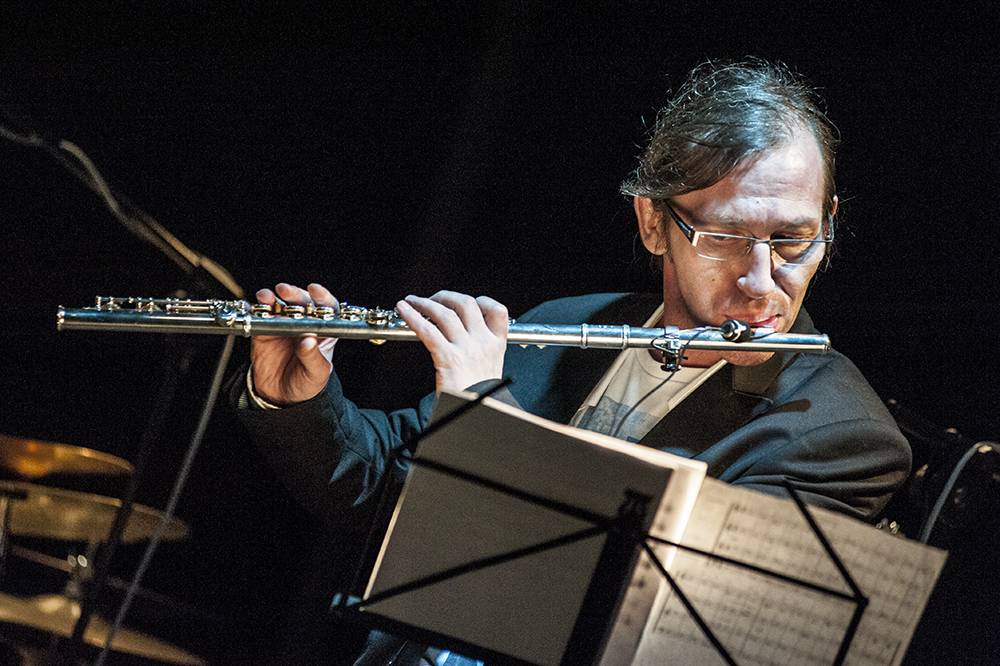
Tomasz Pawlicki - flet,
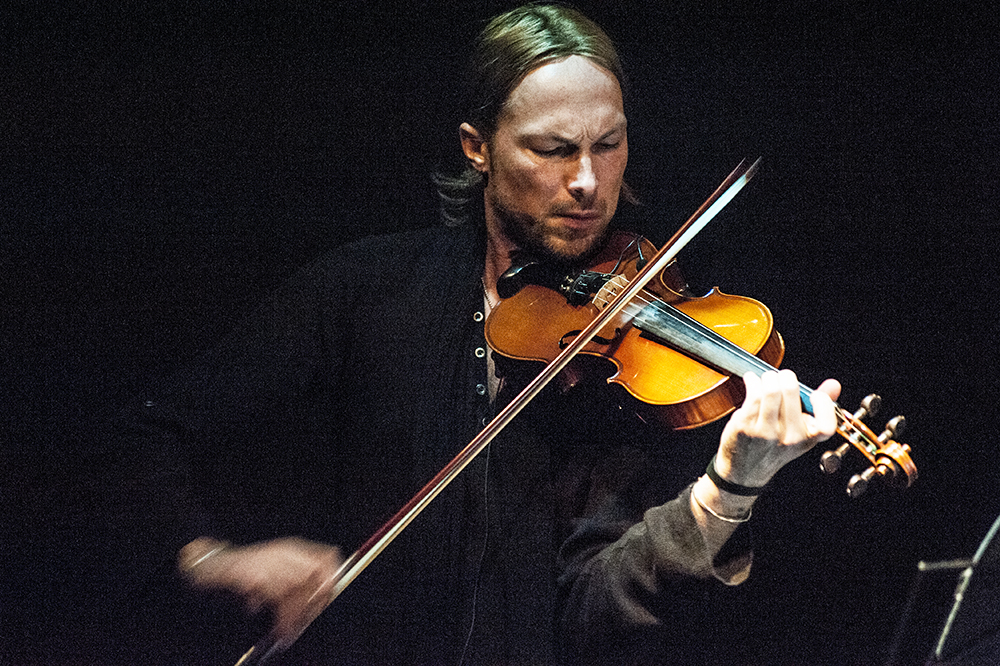
Łukasz Górewicz - skrzypce,
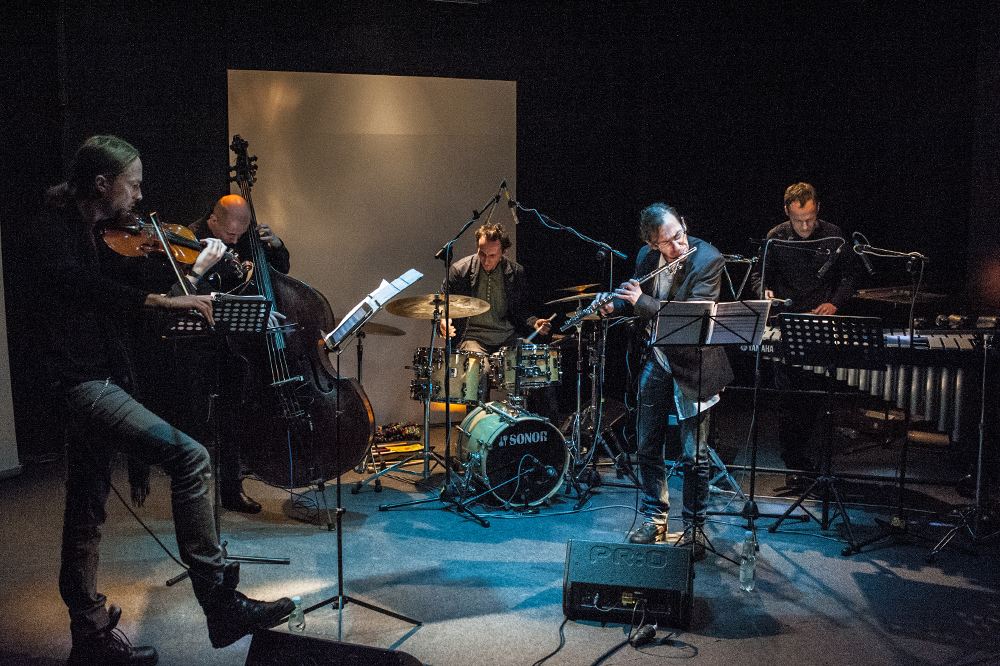
Od lewej - Łukasz Górewicz, Pawel Urowski, Rafał Gorzycki, Tomasz Pawlicki, Paweł Nowicki.